# Coppa Svizzera 1958-1959
La Coppa Svizzera 1958-1959 è stata la 34ª edizione della manifestazione calcistica. È iniziata il 14 settembre 1958 e si è conclusa il 19 aprile 1959. Questa edizione della coppa vide la prima vittoria finale del Grenchen.

## Regolamento
Turni ad eliminazione diretta in gara unica. Le partite terminanti in paritá dopo i tempi supplementari, potranno rigiocarsi una sola altra volta, se persiste il pareggio, si ricorre ad un sorteggio per stabilire la squadra qualificata al prossimo turno. Una prima fase vede la qualificazione di squadre attraverso delle eliminatorie regionali. Al terzo turno entrano in lizza le squadre di Lega Nazionale A e B.

## Squadre partecipanti
| Basilea           |
| Bellinzona        |
| Chiasso           |
| Grasshoppers      |
| Grenchen          |
| La Chaux-de-Fonds |
| Losanna           |
| Lucerna           |
| Lugano            |
| Servette          |
| Urania Ginevra    |
| Young Boys        |
| Young Fellows     |
| Zurigo            |

| Aarau              |
| Berna              |
| Bienne             |
| Cantonal Neuchâtel |
| Concordia Basilea  |
| Friburgo           |
| Lengnau            |
| Sciaffusa          |
| Sion               |
| Soletta            |
| Thun               |
| Vevey              |
| Winterthur         |
| Yverdon            |

| Blue Stars Zurigo |
| Bodio             |
| Brühl             |
| Locarno           |
| Mendrisio         |
| Pro Daro          |
| Rapid Lugano      |
| Red Star Zurigo   |
| San Gallo         |
| Solduno           |
| Uster             |
| Wil               |

| Alle             |
| Baden            |
| Bassecourt       |
| Delémont         |
| Dietikon         |
| Emmenbrücke      |
| Kleinhüningen    |
| Moutier          |
| Nordstern        |
| Olten            |
| Old Boys Basilea |
| Porrentruy       |

| Bienne-Boujean   |
| Burgdorf         |
| Central Friburgo |
| Derendingen      |
| Forward Morges   |
| Langenthal       |
| Malley           |
| Martigny         |
| Monthey          |
| Sierre           |
| Stade Payerne    |
| Versoix          |

| Aigle                   |
| Ardon                   |
| Amriswil                |
| Assens                  |
| Balerna                 |
| Biberist                |
| Black Star              |
| Bözingen 34             |
| Breite Basilea          |
| Brunnen                 |
| Bulle                   |
| Buttikon                |
| Cham                    |
| Club Athletique Ginevra |
| Domdidier               |

| Dottikon          |
| Dübendorf         |
| Dürrenast         |
| Echallens         |
| Étoile Carouge    |
| Ettingen          |
| Flums             |
| Flurlingen        |
| Fortuna San Gallo |
| Gerlafingen       |
| Grünstern         |
| Gurmels           |
| Hauterive         |
| Helvetia Berna    |
| Höngg             |

| Horgen           |
| Kickers Lucerna  |
| Klingnau         |
| Klus/Balsthal    |
| Küsnacht         |
| Langnau          |
| La Tour-de-Peilz |
| Laufen           |
| Le Parc          |
| Le Sentier       |
| Lutry            |
| Madretsch        |
| Magliaso         |
| Morgarten        |

| Oberdorf         |
| Oensingen        |
| Oerlikon/Polizei |
| Phönix Seen      |
| Plan-les-Ouates  |
| Pully            |
| Raron            |
| Reconvilier      |
| Rheineck         |
| Rorschach        |
| Schmerikon       |
| Schöftland       |
| Südstern Lucerna |

| Ticino Le Locle    |
| Tössfeld           |
| Trimbach           |
| Unterstrass Zurigo |
| Veltheim           |
| Wohlen             |
| Xamax Neuchâtel    |
| Wettingen          |
| Wollishofen        |
| Zofingen           |
| Zugo               |

### 1º Turno Eliminatorio
| Squadra 1          | Risultato     | Squadra 2               |
| ------------------ | ------------- | ----------------------- |
| 14 settembre 1958  |               |                         |
| Aigle              | 5 - 0         | La Tour-de-Peilz        |
| Ardon              | 0 - 2         | Raron                   |
| Echallens          | 0 - 4         | Pully                   |
| Étoile Carouge     | 5 - 3         | Le Sentier              |
| Gurmels            | 0 - 1         | Bulle                   |
| Hauterive          | 1 - 0         | Xamax Neuchâtel         |
| Lutry              | 2 - 4         | Assens                  |
| Plan-les-Ouates    | 3 - 1         | Club Athletique Ginevra |
| Ticino Le Locle    | 3 - 1         | Le Parc                 |
| Magliaso           | 1 - 0(d.t.s.) | Balerna                 |
| Cham               | 4 - 1(d.t.s.) | Südstern Lucerna        |
| Kickers Lucerna    | 0 - 2         | Brunnen                 |
| Dottikon           | 4 - 3         | Klingnau                |
| Wohlen             | 7 - 1         | Biberist                |
| Zofingen           | 5 - 2         | Schöftland              |
| Black Star         | 3 - 2         | Morgarten               |
| Ettingen           | 1 - 2         | Breite Basilea          |
| Laufen             | 5 - 0         | Reconvilier             |
| Oberdorf           | 0 - 5         | Trimbach                |
| Oensingen          | 0 - 1         | Gerlafingen             |
| Bözingen 34        | 7 - 4(d.t.s.) | Madretsch               |
| Grünstern          | 4 - 3         | Klus/Balsthal           |
| Helvetia Berna     | 3 - 2         | Domdidier               |
| Langnau            | 4 - 2         | Dürrenast               |
| Buttikon           | 0 - 3         | Horgen                  |
| Höngg              | 2 - 4         | Wettingen               |
| Oerlikon/Polizei   | 2 - 3(d.t.s.) | Dübendorf               |
| Phönix Seen        | 0 - 8         | Veltheim                |
| Tössfeld           | 1 - 2         | Flurlingen              |
| Unterstrass Zurigo | 3 - 5         | Zugo                    |
| Wollishofen        | 4 - 2         | Küsnacht                |
| Amriswil           | 1 - 3         | Rorschach               |
| Rheineck           | 2 - 1         | Fortuna San Gallo       |
| Schmerikon         | 1 - 3         | Flums                   |

### 2º Turno Eliminatorio
| Squadra 1                    | Risultato     | Squadra 2         |
| ---------------------------- | ------------- | ----------------- |
| 5 ottobre 1958               |               |                   |
| Baden                        | 0 - 3         | Dübendorf         |
| Bassecourt                   | 2 - 6         | Hauterive         |
| Bienne-Boujean               | 5 - 1         | Langnau           |
| Black Star                   | 4 - 1(d.t.s.) | Alle              |
| Bözingen 34                  | 1 - 3         | Porrentruy        |
| Breite Basilea               | 1 - 5         | Moutier           |
| Burgdorf                     | 5 - 2         | Helvetia Berna    |
| Central Friburgo             | 4 - 2         | Aigle             |
| Cham                         | 1 - 2         | Locarno           |
| Dietikon                     | 5 - 3         | Veltheim          |
| Dottikon                     | 1 - 4         | Red Star          |
| Ems                          | 0 - 6         | Brühl             |
| Étoile Carouge               | 2 - 0         | Versoix           |
| Flurlingen                   | 2 - 1         | Emmenbrücke       |
| Forward Morges               | 7 - 0         | Plan-les-Ouates   |
| Grünstern                    | 1 - 7         | Derendingen       |
| Langenthal                   | 3 - 1         | Trimbach          |
| Magliaso                     | 2 - 4         | Bodio             |
| Malley                       | 2 - 0         | Bulle             |
| Martigny                     | 6 - 0         | Assens            |
| Monthey                      | 1 - 0         | Chailly           |
| Old Boys Basilea             | 2 - 1(d.t.s.) | Gerlafingen       |
| Olten                        | 2 - 1         | Horgen            |
| Rheineck                     | 3 - 5(d.t.s.) | Uster             |
| San Gallo                    | 12 - 2        | Flums             |
| Sierre                       | 4 - 1         | Pully             |
| Stade Payerne                | 3 - 1(d.t.s.) | Raron             |
| Ticino Le Locle              | 1 - 6         | Delémont          |
| Wettingen                    | 3 - 2(d.t.s.) | Solduno           |
| Wil                          | 1 - 4         | Rorschach         |
| Wohlen                       | 3 - 4         | Kleinhüningen     |
| Wollishofen                  | 1 - 4         | Blue Stars Zurigo |
| Zofingen                     | 0 - 6         | Pro Daro          |
| Brunnen                      | 2 - 2(d.t.s.) | Mendrisio         |
| Nordstern                    | 1 - 1(d.t.s.) | Laufen            |
| Rapid Lugano                 | 0 - 0(d.t.s.) | Zugo              |
| 12 ottobre 1958(Ripetizioni) |               |                   |
| Laufen                       | 1 - 2         | Nordstern         |
| Mendrisio                    | 0 - 1         | Brunnen           |
| 19 ottobre 1958(Ripetizione) |               |                   |
| Zugo                         | 1 - 1(d.t.s.) | Rapid Lugano      |

### Trentaduesimi di Finale
| Squadra 1          | Risultato     | Squadra 2         |
| ------------------ | ------------- | ----------------- |
| 26 ottobre 1958    |               |                   |
| Aarau              | 3 - 0         | Flurlingen        |
| Basilea            | 3 - 0         | Old Boys Basilea  |
| Bellinzona         | 2 - 0         | Bodio             |
| Berna              | 5 - 0         | Porrentruy        |
| Black Star         | 2 - 3         | Nordstern         |
| Brühl              | 5 - 0         | Red Star          |
| Brunnen            | 5 - 4         | Pro Daro          |
| Cantonal Neuchâtel | 2 - 1         | Monthey           |
| Concordia Basilea  | 6 - 1         | Wettingen         |
| Derendingen        | 1 - 3         | Young Boys        |
| Étoile Carouge     | 6 - 1         | Central Friburgo  |
| Forward Morges     | 1 - 2         | Urania Ginevra    |
| Friburgo           | 4 - 3         | Burgdorf          |
| Kleinhüningen      | 1 - 7         | Grenchen          |
| La Chaux-de-Fonds  | 14 - 0        | Hauterive         |
| Langenthal         | 1 - 2         | Thun              |
| Lengnau            | 4 - 1(d.t.s.) | Delémont          |
| Locarno            | 1 - 2(d.t.s.) | Chiasso           |
| Lucerna            | 4 - 2         | Dietikon          |
| Lugano             | 3 - 0         | Zugo              |
| Moutier            | 3 - 2         | Soletta           |
| Olten              | 2 - 5         | Bienne            |
| Rorschach          | 2 - 4         | Grasshoppers      |
| San Gallo          | 0 - 2         | Zurigo            |
| Servette           | 5 - 1         | Martigny          |
| Sierre             | 0 - 1         | Vevey             |
| Sion               | 1 - 2         | Malley            |
| Stade Payerne      | 0 - 3(d.t.s.) | Losanna           |
| Uster              | 0 - 2(d.t.s.) | Sciaffusa         |
| Winterthur         | 5 - 0         | Dübendorf         |
| Young Fellows      | 4 - 1         | Blue Stars Zurigo |
| Yverdon            | 2 - 3(d.t.s.) | Bienne-Boujean    |

### Sedicesimi di Finale
| Squadra 1                     | Risultato     | Squadra 2         |
| ----------------------------- | ------------- | ----------------- |
| 30 novembre 1958              |               |                   |
| Basilea                       | 0 - 2         | Moutier           |
| Brunnen                       | 0 - 6         | Sciaffusa         |
| Cantonal Neuchâtel            | 3 - 0         | Friburgo          |
| Chiasso                       | 4 - 0         | Young Fellows     |
| Concordia Basilea             | 1 - 3         | Grenchen          |
| Étoile Carouge                | 1 - 4         | Losanna           |
| Grasshoppers                  | 3 - 2         | Lugano            |
| Lengnau                       | 3 - 2         | La Chaux-de-Fonds |
| Lucerna                       | 3 - 1(d.t.s.) | Berna             |
| Malley                        | 3 - 1         | Bienne-Boujean    |
| Nordstern                     | 1 - 4         | Thun              |
| Servette                      | 2 - 1         | Bienne            |
| Winterthur                    | 4 - 0         | Brühl             |
| Zurigo                        | 0 - 1         | Bellinzona        |
| Aarau                         | 1 - 1(d.t.s.) | Young Boys        |
| Vevey                         | 1 - 1(d.t.s.) | Urania Ginevra    |
| 21 dicembre 1958(Ripetizioni) |               |                   |
| Urania Ginevra                | 3 - 0         | Vevey             |
| Young Boys                    | 3 - 0         | Aarau             |

### Ottavi di Finale
| Squadra 1                   | Risultato     | Squadra 2    |
| --------------------------- | ------------- | ------------ |
| 28 dicembre 1958            |               |              |
| Cantonal Neuchâtel          | 4 - 1         | Lucerna      |
| Grenchen                    | 2 - 0         | Sciaffusa    |
| Losanna                     | 3 - 1         | Lengnau      |
| Malley                      | 1 - 3         | Bellinzona   |
| Urania Ginevra              | 1 - 0         | Moutier      |
| Young Boys                  | 3 - 4         | Thun         |
| Winterthur                  | 2 - 2(d.t.s.) | Chiasso      |
| 4 gennaio 1959(Ripetizione) |               |              |
| Chiasso                     | 3 - 0         | Winterthur   |
| 14 febbraio 1959(Recupero)  |               |              |
| Servette                    | 2 - 0         | Grasshoppers |

### Quarti di Finale
| Squadra 1          | Risultato | Squadra 2      |
| ------------------ | --------- | -------------- |
| 22 febbraio 1959   |           |                |
| Cantonal Neuchâtel | 2 - 1     | Urania Ginevra |
| Losanna            | 2 - 4     | Grenchen       |
| Servette           | 3 - 0     | Bellinzona     |
| Thun               | 0 - 2     | Chiasso        |

### Semifinali
| Squadra 1     | Risultato | Squadra 2          |
| ------------- | --------- | ------------------ |
| 30 marzo 1959 |           |                    |
| Grenchen      | 1 - 0     | Chiasso            |
| Servette      | 4 - 0     | Cantonal Neuchâtel |

### Finale
| Berna 19 aprile 1959, ore 15:30 UTC+2       | Grenchen  | 1 – 0 | Servette | Wankdorfstadion |
| \| \| \| \| \| Hamel 80’ \| Marcatori \| \| |           |       |          |                 |
|                                             |           |       |          |                 |
| Hamel 80’                                   | Marcatori |       |          |                 |